# Noelle Barahona
Noelle Barahona Neder (ur. 30 listopada 1990 w Santiago) – chilijska narciarka alpejska, uczestniczka zimowych igrzysk w Turynie, Vancouver, Soczi i Pjongczangu. Jej ojcem jest Juan Barahona – uczestnik letnich igrzysk w 1984 roku. Zna trzy języki: hiszpański, włoski i angielski.
Podczas ceremonii zamknięcia Zimowych Igrzysk Olimpijskich 2010 niosła flagę Chile.
W 2015 r. została Narciarzem Roku Chile według Chilijskiego Stowarzyszenia Dziennikarzy Sportowych.

## Wyniki na zimowych igrzyskach olimpijskich
| Miejsce i rok   | Konkurencja     | Zjazd 1. | Zjazd 1. | Zjazd 2. | Zjazd 2. | Łącznie | Łącznie |
| Miejsce i rok   | Konkurencja     | Czas     | Miejsce  | Czas     | Miejsce  | Czas    | Miejsce |
| --------------- | --------------- | -------- | -------- | -------- | -------- | ------- | ------- |
| Turyn 2006      | Kombinacja      | 1:44,01  | 32.      | 1:42,61  | 30.      | 3:26,62 | 30.     |
| Vancouver 2010  | Superkombinacja | 1:34,05  | 31.      | 50,20    | 28.      | 2:24,25 | 28.     |
| Vancouver 2010  | Zjazd           | —        | —        | —        | —        | 1:57,47 | 34.     |
| Vancouver 2010  | Supergigant     | —        | —        | —        | —        | 1:28,66 | 35.     |
| Vancouver 2010  | Slalom gigant   | 1:26,76  | 59.      | DNF      | DNF      | DNF     | DNF2    |
| Vancouver 2010  | Slalom          | 58,74    | 50.      | 59,08    | 41.      | 1:57,82 | 41.     |
| Soczi 2014      | Superkombinacja | DNF      | DNF      | DNF      | DNF      | DNF     | DNF1    |
| Soczi 2014      | Zjazd           | —        | —        | —        | —        | 1:49,70 | 34.     |
| Soczi 2014      | Slalom gigant   | 1:25,02  | 45.      | 1:24,84  | 43.      | 2:49,86 | 42.     |
| Soczi 2014      | Slalom          | DNF      | DNF      | DNF      | DNF      | DNF     | DNF1    |
| Pjongczang 2018 | Slalom gigant   | DNF      | DNF      | DNF      | DNF      | DNF     | DNF1    |
| Pjongczang 2018 | Supergigant     | —        | —        | —        | —        | 1:27,16 | 39.     |
| Pjongczang 2018 | Zjazd           | —        | —        | —        | —        | 1:44,24 | 25.     |
| Pjongczang 2018 | Superkombinacja | DNF      | DNF      | DNF      | DNF      | DNF     | DNF1    |